# Radka Bobková
Radka Bobková (Praga, 12 febbraio 1973) è un'ex tennista cecoslovacca, successivamente ceca.

## Carriera
In carriera ha vinto due titoli nel singolare e due titoli di doppio. Nei tornei del Grande Slam ha ottenuto il suo miglior risultato raggiungendo il terzo turno nel singolare agli US Open nel 1994, e nel doppio a Wimbledon nel 1995.
In Fed Cup ha disputato un totale di 7 partite, collezionando 5 vittorie e 2 sconfitte.

## Statistiche

### Singolare

#### Vittorie (2)
| Numero | Anno           | Torneo                                       | Superficie  | Avversaria in finale | Punteggio     |
| 1.     | 9 maggio 1993  | Belgian Open, Liegi                          | Terra rossa | Karin Kschwendt      | 6-3, 4-6, 6-2 |
| 2.     | 11 luglio 1993 | Internazionali Femminili di Palermo, Palermo | Terra rossa | Mary Pierce          | 6-3, 6-2      |

### Doppio

#### Vittorie (2)
| Numero | Anno           | Torneo                                       | Superficie  | Compagna           | Avversarie in finale               | Punteggio     |
| 1.     | 9 maggio 1993  | Belgian Open, Liegi                          | Terra rossa | María José Gaidano | Ann Devries Dominique Monami       | 6–4, 2-6, 7-6 |
| 2.     | 16 luglio 1995 | Internazionali Femminili di Palermo, Palermo | Terra rossa | Petra Langrová     | Petra Schwarz Katarína Studeníková | 6–4, 6–1      |

#### Finali perse (2)
| Numero | Anno           | Torneo                             | Superficie  | Compagna        | Avversarie in finale           | Punteggio |
| 1.     | 12 maggio 1996 | Hungarian Grand Prix, Budapest     | Terra rossa | Eva Melicharová | Katrina Adams Debbie Graham    | 3-6, 6-7  |
| 2.     | 3 agosto 1997  | WTA Austrian Open, Maria Lankowitz | Terra rossa | Wiltrud Probst  | Eva Melicharová Helena Vildová | 2-6, 2-6  |

### Risultati in progressione
| Sigla | Risultato               |
| ----- | ----------------------- |
| V     | Vincitore               |
| F     | Finalista               |
| SF    | Semifinalista           |
| O     | Oro olimpico            |
| A     | Argento olimpico        |
| SF    | Bronzo olimpico         |
| QF    | Quarti di Finale        |
| 4T    | Quarto turno            |
| 3T    | Terzo turno             |
| 2T    | Secondo turno           |
| 1T    | Primo turno             |
| RR    | Round Robin             |
| LQ    | Turno di qualificazione |
| A     | Assente                 |
| ND    | Non disputato           |

| Legenda superfici    |
| -------------------- |
| Cemento              |
| Terra battuta        |
| Erba                 |
| Superficie variabile |

#### Singolare nei tornei del Grande Slam
| Torneo          | 1992 | 1993 | 1994 | 1995 | 1996 | 1997 | 1998 | 1999 | 2000 |
| --------------- | ---- | ---- | ---- | ---- | ---- | ---- | ---- | ---- | ---- |
| Australian Open | 1T   | A    | 2T   | 2T   | A    | A    | 1T   | 1T   | A    |
| Open di Francia | A    | A    | 2T   | 1T   | 2T   | A    | 1T   | A    | 1T   |
| Wimbledon       | A    | 1T   | 2T   | 1T   | 1T   | A    | 1T   | A    | A    |
| US Open         | A    | 1T   | 3T   | 1T   | 1T   | A    | 2T   | A    | A    |

#### Doppio nei tornei del Grande Slam
| Torneo          | 1992 | 1993 | 1994 | 1995 | 1996 | 1997 | 1998 | 1999 | 2000 |
| --------------- | ---- | ---- | ---- | ---- | ---- | ---- | ---- | ---- | ---- |
| Australian Open | 1T   | A    | 1T   | 1T   | 1T   | A    | 1T   | 1T   | A    |
| Open di Francia | 1T   | 2T   | 1T   | 2T   | 1T   | 1T   | 1T   | A    | 1T   |
| Wimbledon       | A    | 1T   | A    | 3T   | 1T   | 1T   | 2T   | A    | A    |
| US Open         | A    | 2T   | 1T   | 1T   | 1T   | A    | 1T   | A    | A    |

#### Doppio misto nei tornei del Grande Slam
Nessuna partecipazione